# 1976-os Formula–1 dél-afrikai nagydíj
A dél-afrikai nagydíj volt az 1976-os Formula–1 világbajnokság második futama.

## Futam
| Helyezés | #  | Versenyző          | Csapat/Motor       | Körök | Idő/Kiesés oka | Rajthely | Pontszám |
| -------- | -- | ------------------ | ------------------ | ----- | -------------- | -------- | -------- |
| 1        | 1  | Niki Lauda         | Ferrari            | 78    | 1:42:18,4      | 2        | 9        |
| 2        | 11 | James Hunt         | McLaren-Ford       | 78    | + 1,3          | 1        | 6        |
| 3        | 12 | Jochen Mass        | McLaren-Ford       | 78    | + 45,9         | 4        | 4        |
| 4        | 3  | Jody Scheckter     | Tyrrell-Ford       | 78    | + 1:08,4       | 12       | 3        |
| 5        | 28 | John Watson        | Team Penske-Ford   | 77    | + 1 kör        | 3        | 2        |
| 6        | 27 | Mario Andretti     | Parnelli-Ford      | 77    | + 1 kör        | 13       | 1        |
| 7        | 16 | Tom Pryce          | Shadow-Ford        | 77    | + 1 kör        | 7        |          |
| 8        | 9  | Vittorio Brambilla | March-Ford         | 77    | + 1 kör        | 5        |          |
| 9        | 4  | Patrick Depailler  | Tyrrell-Ford       | 77    | + 1 kör        | 6        |          |
| 10       | 5  | Bob Evans          | Lotus-Ford         | 77    | + 1 kör        | 23       |          |
| 11       | 18 | Brett Lunger       | Surtees-Ford       | 77    | +1 kör         | 20       |          |
| 12       | 34 | Hans-Joachim Stuck | March-Ford         | 76    | + 2 kör        | 17       |          |
| 13       | 21 | Michel Leclère     | Wolf-Williams-Ford | 76    | + 2 kör        | 22       |          |
| 14       | 22 | Chris Amon         | Ensign-Ford        | 76    | + 2 kör        | 18       |          |
| 15       | 24 | Harald Ertl        | Hesketh-Ford       | 74    | + 4 kör        | 24       |          |
| 16       | 20 | Jacky Ickx         | Wolf-Williams-Ford | 73    | + 5 kör        | 19       |          |
| 17       | 30 | Emerson Fittipaldi | Fittipaldi-Ford    | 70    | Motorhiba      | 21       |          |
| Kiesett  | 2  | Clay Regazzoni     | Ferrari            | 52    | Motorhiba      | 9        |          |
| Kiesett  | 26 | Jacques Laffite    | Ligier-Matra       | 49    | Motorhiba      | 8        |          |
| Kiesett  | 17 | Jean-Pierre Jarier | Shadow-Ford        | 28    | Hűtő           | 15       |          |
| Kiesett  | 8  | Carlos Pace        | Brabham-Alfa Romeo | 22    | Olajnyomás     | 14       |          |
| Kiesett  | 6  | Gunnar Nilsson     | Lotus-Ford         | 18    | Kuplung        | 25       |          |
| Kiesett  | 7  | Carlos Reutemann   | Brabham-Alfa Romeo | 16    | Olajnyomás     | 11       |          |
| Kiesett  | 10 | Ronnie Peterson    | March-Ford         | 15    | Baleset        | 13       |          |
| Kiesett  | 15 | Ian Scheckter      | Tyrrell-Ford       | 0     | Baleset        | 16       |          |

## Statisztikák
Vezető helyen:
- Niki Lauda: 78 (1-78)

Niki Lauda 9. győzelme, 6. leggyorsabb köre, James Hunt 2. pole.pozíciója.
- Ferrari 60. győzelme.

Gunnar Nilsson első versenye.